# San Antonio Spurs 1990-1991
La stagione 1990-91 dei San Antonio Spurs fu la 15ª nella NBA per la franchigia.
I San Antonio Spurs vinsero la Midwest Division della Western Conference con un record di 55-27. Nei play-off persero al primo turno con i Golden State Warriors (3-1).

## Classifica
| Squadra                | V  | P  | %    | GB |
| ---------------------- | -- | -- | ---- | -- |
| San Antonio Spurs      | 55 | 27 | 67,1 | -  |
| Utah Jazz              | 54 | 28 | 65,9 | 1  |
| Houston Rockets        | 52 | 30 | 63,4 | 3  |
| Minnesota Timberwolves | 29 | 53 | 35,4 | 26 |
| Dallas Mavericks       | 28 | 54 | 34,1 | 27 |
| Denver Nuggets         | 20 | 62 | 24,4 | 35 |

## Roster
| N° | Naz.                   | Ruolo | Sportivo          | Anno | Alt. | Peso |
| -- | ---------------------- | ----- | ----------------- | ---- | ---- | ---- |
| 1  | Stati Uniti (bandiera) | G     | Rod Strickland    | 1966 | 191  | 79   |
| 2  | Stati Uniti (bandiera) | GA    | Reggie Williams   | 1964 | 201  | 86   |
| 3  | Stati Uniti (bandiera) | GA    | Sean Higgins      | 1968 | 206  | 93   |
| 4  | Stati Uniti (bandiera) | G     | Byron Dinkins     | 1967 | 185  | 75   |
| 7  | Stati Uniti (bandiera) | GA    | Pete Myers        | 1963 | 198  | 82   |
| 8  | Stati Uniti (bandiera) | GA    | Paul Pressey      | 1958 | 196  | 84   |
| 11 | Stati Uniti (bandiera) | G     | Clifford Lett     | 1965 | 191  | 75   |
| 15 | Stati Uniti (bandiera) | G     | Avery Johnson     | 1965 | 178  | 79   |
| 21 | Stati Uniti (bandiera) | AC    | Sidney Green      | 1961 | 206  | 100  |
| 24 | Stati Uniti (bandiera) | C     | Dwayne Schintzius | 1968 | 216  | 118  |
| 25 | Stati Uniti (bandiera) | A     | David Wingate     | 1963 | 196  | 84   |
| 32 | Stati Uniti (bandiera) | A     | Sean Elliott      | 1968 | 203  | 93   |
| 33 | Stati Uniti (bandiera) | AC    | David Greenwood   | 1957 | 206  | 101  |
| 34 | Stati Uniti (bandiera) | A     | Terry Cummings    | 1961 | 206  | 100  |
| 40 | Stati Uniti (bandiera) | GA    | Willie Anderson   | 1967 | 201  | 86   |
| 45 | Stati Uniti (bandiera) | A     | Tony Massenburg   | 1967 | 206  | 100  |
| 50 | Stati Uniti (bandiera) | C     | David Robinson    | 1965 | 216  | 107  |

## Staff tecnico
- Allenatore: Larry Brown
- Vice-allenatori: R.C. Buford, Gregg Popovich, Ed Manning